# Edward Hills Wason

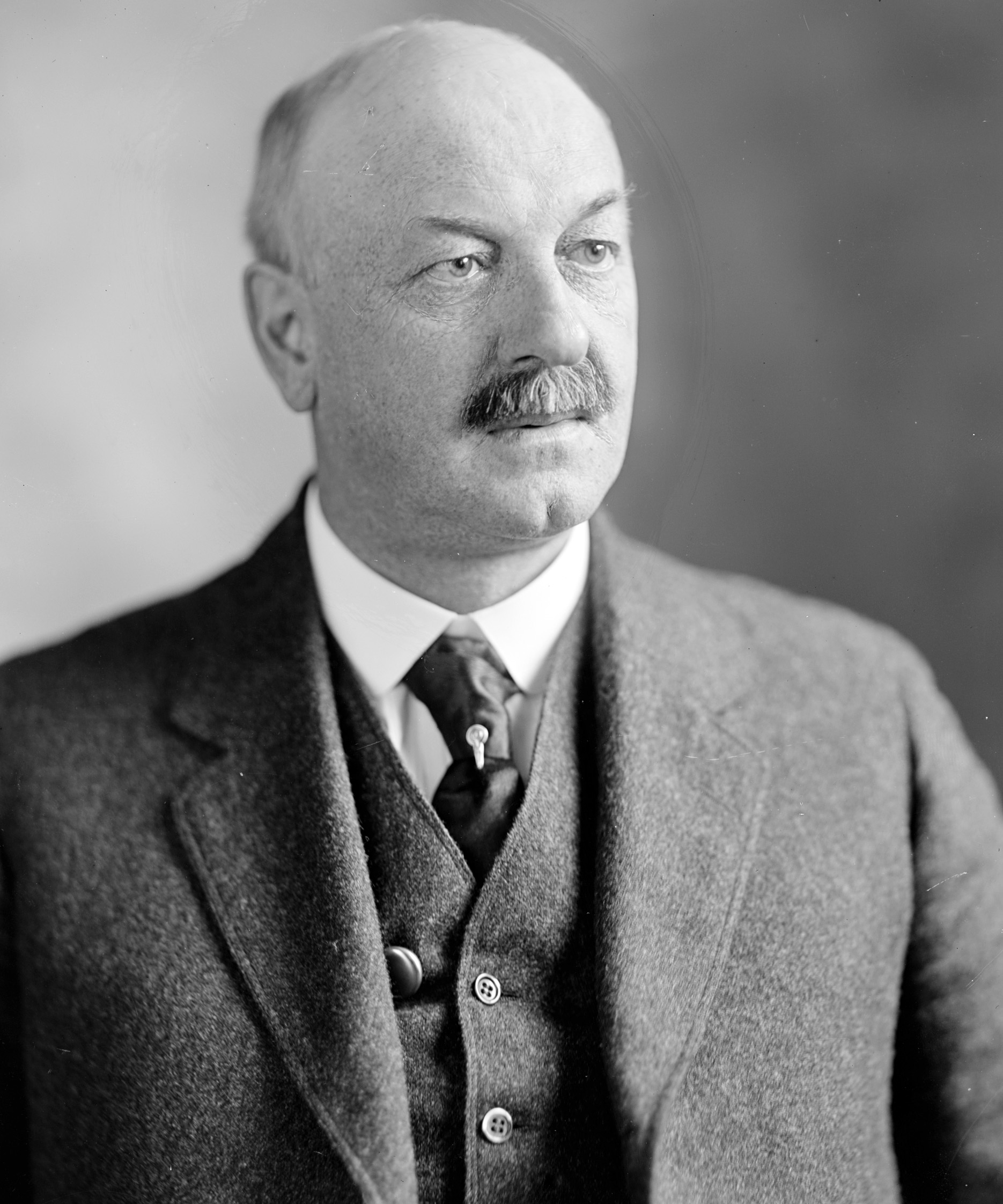
Edward Hills Wason

Edward Hills Wason (* 2. September 1865 in New Boston, Hillsborough County, New Hampshire; † 6. Februar 1941 ebenda) war ein US-amerikanischer Politiker. Zwischen 1915 und 1933 vertrat er den Bundesstaat New Hampshire im US-Repräsentantenhaus.

## Werdegang
Edward Wason besuchte sowohl öffentliche als auch private Schulen einschließlich der Francestown Academy. Im Jahr 1886 absolvierte er das New Hampshire College of Agriculture and Mechanic Arts. Danach studierte er bis 1890 an der Boston University in Massachusetts Jura. Nach seiner im gleichen Jahr erfolgten Zulassung als Rechtsanwalt begann er in Nashua (New Hampshire) in seinem neuen Beruf zu arbeiten.
Wason war Mitglied der Republikanischen Partei. Er wurde in der Verwaltung des Senats von New Hampshire angestellt; dort übte er zeitweise das Ehrenamt des Sergeant at Arms aus. Zwischen 1891 und 1895 war Wason auch Mitglied im Erziehungsausschuss der Stadt Nashua, im Jahr 1895 war er dessen Präsident. Außerdem war er in den Jahren 1894 und 1895 juristischer Vertreter dieser Stadt. 1897 und 1898 war er Mitglied und Vorsitzender des dortigen Stadtrats.
In den Jahren 1899, 1909 und 1913 wurde Edward Wason in das Repräsentantenhaus von New Hampshire gewählt. 1902 und 1912 war er Delegierter auf zwei Versammlungen zur Überarbeitung der Staatsverfassung von New Hampshire. Von 1903 bis 1907 fungierte er als Bezirksstaatsanwalt im Hillsborough County. Seit 1904 bis zu seinem Tod im Jahr 1941 war Wason Präsident der Citizen’s Guaranty Savings Bank in Nashua. Außerdem befasste er sich seit 1906 in Merrimack mit der Landwirtschaft. In den Jahren 1906 und 1908 gehörte er erneut dem Stadtrat von Nashua an.
1914 wurde Wason im zweiten Wahlbezirk von New Hampshire in das US-Repräsentantenhaus in Washington, D.C. gewählt, wo er am 4. März 1915 die Nachfolge des Demokraten Raymond Bartlett Stevens antrat. Nach acht Wiederwahlen konnte er bis zum 3. März 1933 insgesamt neun zusammenhängende Legislaturperioden im Kongress absolvieren. In diese Zeit fielen der Erste Weltkrieg, die bundesweite Einführung des Frauenwahlrechts, das Prohibitionsgesetz und der Beginn der Weltwirtschaftskrise zu Beginn der 1930er Jahre. Im Jahr 1933 wurde außerdem noch der 20. Verfassungszusatz verabschiedet, der den Beginn der Amtszeiten des Präsidenten und des Kongresses neu festlegte.
Im Jahr 1932 verzichtete Edward Wason auf eine erneute Kandidatur. Er zog sich aus dem öffentlichen Leben zurück und starb am 6. Februar 1941 auf seinem Anwesen bei New Boston in New Hampshire. Dort wurde er auch beigesetzt.